# Церковь Рождества Пресвятой Богородицы (Рогатин)
Церковь Рождества Пресвятой Богородицы — украинский греко-католический храм в городе Рогатин Ивано-Франковской области; одно из древнейших культовых строений Украины, в которой смешались разнообразные архитектурные стили (готика и барокко); ценный памятник культурного и сакрального наследия.
Храм расположен по адресу: ул. Галицкая, 18, г. Рогатин, Ивано-Франковская область, Украина

## Описание
Здание рогатинской Церкви Рождества Пресвятой Богородицы является традиционным храмом с двумя столбами-опорами и готическим нервюрным сводом.
На фасадах церкви — контрфорсы, которые на уровне сводов соединяются арками.
К западному фасаду позже пристроен барочный портал на двух круглых колоннах и каменные ступени.
Множественные перестройки храма определили его внешний вид, в котором творчески совместились элементы готической и барочной архитектуры.

## История
По дате возведения Церкви Рождества Пресвятой Богородицы в Рогатине мнения среди учёных-исследователей расходятся. Но считается, что храм является одной из древнейших культовых построек на Украине, и строился уже в XII—XIV века, то есть во время Галицкого княжества.
Известно также что церковь трижды горела, и отстраивали её каждый раз с некоторыми изменениями как внешними, так и в интерьере.
Православное церковное братство своими силами соорудило в 1642 году храмовый иконостас, который просуществовал до 1932 года, пока его не заменили на новый. После Брестской церковной унии храм захватили униаты.
Во время Первой мировой войны, когда Рогатин почти полностью сгорел, церковь Рождества Пресвятой Богородицы осталась невредимой. А во время нападения немцев на Галицию во Вторую мировую войну (1941) в храм попала бомба. В результате её попадания сгорела крыша, остались только стены. Вскоре мастером Николаем Дармицем церковь была восстановлена. Но через три года, в 1944, в храм попала фугасная бомба и уничтожила церковь изнутри. Настоятелем храма в это время был отец Денис Телищук (1885—1952).
После войны начались восстановительные работы в храме, которые длились почти 10 лет. 31 июля 1955 года состоялось посвящение рогатинской Церкви Рождества Пресвятой Богородицы Преосвященным епископом Антонием. Иконостас в нынешнем состоянии окончен в 1961 году.
После распада СССР храм УГКЦ Рождества Пресвятой Богородицы в Рогатине пережил большие изменения — церковь обогатилась внутренним оформлением, произведена реставрация, бросается в глаза внешний вид и покрытие куполов и крестов сусальным золотом; также сооружена скульптура Матери Божьей.
В 1998 году в храме создан благотворительный фонд «Каритас Любовь и Милосердие».
В нынешнее время церковь Рождества Пресвятой Богородицы в Рогатине — не только святыня, но и историко-архитектурная памятка национального значения.